# おおぐま座LM星
おおぐま座LM星（おおぐまざLMせい、LM Ursae Majoris、LM UMa）は、おおぐま座の方向に位置する脈動変光星である。

## 特徴
おおぐま座LM星は、SRS型の半規則型変光星に分類され、極大時の明るさが8.21等級で、光度変化は0.06等級以内となっている。SRS型は、2001年に発行された変光星総合カタログの第76弾変光星名一覧で、半規則型変光星の新たな細分類として加わった型であり、周期が数日から1ヶ月程度と短いく、変光範囲は0.3等未満の赤色巨星である。おおぐま座LM星自身は、スペクトル型がM0 IIIでやはり赤色巨星である。変光周期を分析した結果、12.4日周期、或いは21.5日との重ね合わせの周期で変光しているとみられる。

## 名称
「おおぐま座LM星」という名称は、変光星の命名規則に従って2003年に付与されたもので、おおぐま座で261番目の変光星であることを意味する。